# Крутість стокозатворної характеристики

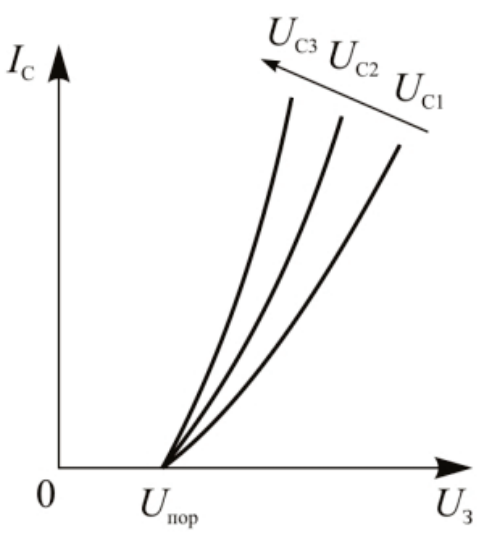
Прохідні характеристики польового МДН транзистора

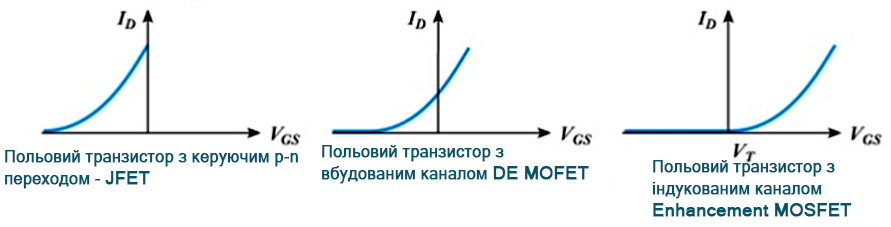
Прохідні характеристики різних типів польових транзисторів

Прохідні (англ. transfer characteristics) або стокозатворні характеристики МДН транзистора показують залежність струму стоку {\displaystyle Ic(I_{D})} від напруги затвор-витік {\displaystyle U_{3B}(U_{GS})} при постійній напрузі між витоком і стоком {\displaystyle U_{CB}(U_{DS})}. 
{\displaystyle I_{C}=f(U_{3B})\mid _{U_{CB}=const}}
І саме крутість цієї залежності є одним з основних параметрів польового транзистора. 
Характеристики починаються в точці на осі напруг, яка відповідає напрузі {\displaystyle U_{3}{\mbox{пор}}}, оскільки за менших напруг немає провідного каналу та струм стоку  {\displaystyle Ic(I_{D})} дорівнює нулю. За напруг на стоці {\displaystyle U_{C}>U_{C}{\mbox{н}}} залежність {\displaystyle I_{C}(U_{3})} має квадратичний характер  і визначається формулою:  
{\displaystyle I_{C_{H}}={C_{3K}'\mu _{nS}b_{K} \over 2l_{K}}(U_{3}-U_{3}{\mbox{пор}})^{2}\qquad \qquad (1)}
Із формули випливає, що за напруги {\displaystyle U_{C}>U_{C}{\mbox{н}}} струм стоку безпосередньо не залежить від напруги на стоці. Але реально струм стоку зростає з підвищенням напруги на стоці внаслідок збільшення дрейфової швидкості електронів в області просторового заряду. Це зростання також зумовлено збільшенням довжини каналу {\displaystyle l_{K}} з підвищенням {\displaystyle U_{C}}.  
У разі малих напруг {\displaystyle U_{C}} прохідні характеристики наближаються до лінійних і визначаються формулою: 
{\displaystyle I_{C_{H}}={C_{3K}'\mu _{nS}b_{K} \over 2l_{K}}\left[(U_{3}-U_{3}{\mbox{пор}})U_{C}-{\frac {U_{C}^{2}}{2}}\right]\qquad \qquad (2)}
Крутість стокозатворної характеристики є основним параметром, який характеризує підсилювальні властивості транзистора.   
{\displaystyle S={\frac {dI_{C}}{dU_{3}}}{\Bigg |}_{U_{C}=const}}
Для пологих ділянок вихідних характеристик крутість можна знайти диференціюючи вираз {\displaystyle (1)} за {\displaystyle dU_{3}}:
{\displaystyle S={C_{3K}'\mu _{nS}b_{K} \over {l_{K}}}(U_{3}-U_{3}{\mbox{пор}})\qquad \qquad (3)}
Для збільшення крутості необхідно збільшувати питому ємність {\displaystyle C_{3K}'}, ширину каналу {\displaystyle b_{K}} і зменшувати довжину каналу {\displaystyle l_{K}}.
У режимі насичення (глибокої інверсії) питому ємність {\displaystyle C_{3K}'} можна вважати рівною питомій ємності оксиду {\displaystyle C_{OK}'}, яка залежить від товщини діелектрика. Однак зі зменшенням товщини діелектрика знижується напруга пробою під затвором. Для діелектрика {\displaystyle {\ce {SiO2}}} товщиною 0,05 мкм пробивна напруга становить близько 50 В. Пробій діелектрика може відбутися під дією статичної напруги на затворі. Таке явище спостерігається за відключеного затвора. Тому під час зберігання МДН-транзисторів їх електроди з’єднують металевими перемичками, які знімаються перед вмиканням транзисторів у схему.
Збільшення ємності призводить до погіршення частотних властивостей МДН-транзисторів. Ширина {\displaystyle b_{K}} каналу впливає на крутість характеристики як безпосередньо, так і через ємність {\displaystyle C_{3K}'}. Зі збільшенням {\displaystyle b_{K}} зростає крутість і одночасно підвищується ємність затвор–канал {\displaystyle C_{3K}'}, що, в свою чергу, також призводить до зростання крутості та погіршення частотних властивостей транзистора. Крутість характеристики тим більша, чим менша довжина каналу {\displaystyle l_{K}}. Велику крутість мають транзистори з n-каналом, оскільки рухливість електронів більша від рухливості дірок. 